# Oscar Pettersson
Oscar Hans Pettersson (Stoccolma, 1º febbraio 2000) è un calciatore svedese, attaccante del Go Ahead Eagles.

## Carriera

### Club
Entrato a far parte delle giovanili del Djurgården nel 2016, Pettersson ha debuttato in prima squadra nel corso della stagione 2019, durante la quale ha quale ha collezionato le sue prime due presenze in Allsvenskan in un campionato poi vinto proprio dallo stesso Djurgården. L'anno seguente, in occasione della prima giornata dell'Allsvenskan 2020 vinta 0-2 sul campo del Sirius, ha segnato il suo primo gol nella massima serie. Nel corso di quell'annata, Pettersson si è comunque diviso tra il Djurgården (5 presenze e una rete in campionato) e, a partire da settembre, il prestito in doppio tesseramento all'Akropolis (13 presenze e 4 reti in seconda serie). A fine anno, il Djurgården non gli ha offerto un nuovo contratto.
Libero da vincoli contrattuali, il 1º febbraio 2021 (giorno del suo ventunesimo compleanno) è stato annunciato il suo ritorno all'Akropolis, la stessa squadra in cui aveva giocato l'anno precedente in prestito. A maggio, durante il girone di andata dell'Allsvenskan 2021, si è tuttavia dovuto fermare per via di una miocardite che lo ha tenuto fuori causa per circa quattro mesi e mezzo. Rientrato in campo a fine settembre, ha chiuso la stagione con un gol in 12 presenze, a cui si sono aggiunte le due partite di spareggio che hanno decretato la retrocessione dei biancoblu in terza serie.
In vista della stagione 2022 si è unito al neopromosso Brommapojkarna, continuando così a giocare nella seconda serie svedese. Con i suoi 15 gol e 12 assist in 30 presenze nella Superettan 2022, Pettersson (terzo miglior marcatore del torneo di quell'anno) ha avuto un ruolo importante nel raggiungimento del primo posto in classifica che ha riportato i rossoneri ad essere promossi nella massima serie. Nell'Allsvenskan 2023 ha contribuito invece con 8 reti e 3 assist in 30 partite che hanno fatto centrare la salvezza al club, per poi svincolarsi complice il fatto di essere in scadenza di contratto.
In vista della stagione 2024 è stato ingaggiato a parametro zero dall'IFK Göteborg con un contratto di quattro anni. Al primo campionato in biancoblù ha segnato 2 gol, alternando 12 presenze da titolare a 11 subentrando dalla panchina.
La sua parentesi a Göteborg, tuttavia, è durata solo un anno, poiché al termine della stagione, il 4 febbraio 2025, Pettersson è stato acquistato dagli olandesi del Go Ahead Eagles, che già annoveravano in rosa anche il suo connazionale Victor Edvardsen. Il successivo 21 aprile ha vinto la Coppa dei Paesi Bassi 2024-2025, subentrando nei minuti finali del secondo tempo della finale vinta ai rigori contro l'AZ Alkmaar.

### Nazionale
Ha giocato nella nazionale svedese Under-17.
Nel 2024 ha esordito nella nazionale maggiore svedese.

## Palmarès

### Club

#### Competizioni nazionali
- Coppa dei Paesi Bassi: 1

Go Ahead Eagles: 2024-2025